# نبرد سینت‌ها ۲
«نبرد سینت‌ها ۲» (انگلیسی: Saints Row 2) یک بازی ویدئویی در سبک بازی اکشن-ماجرایی است که توسط تی‌اچ‌کیو و در سال ۲۰۰۸ منتشر شد. «نبرد سینت‌ها ۲» در پلت‌فرم‌های اکس‌باکس ۳۶۰، پلی‌استیشن ۳، و مایکروسافت ویندوز منتشر شده‌است.